# Eudiscoelius rechbergi
Eudiscoelius rechbergi är en stekelart som först beskrevs av Meade-waldo 1910.  Eudiscoelius rechbergi ingår i släktet Eudiscoelius och familjen Eumenidae. Inga underarter finns listade i Catalogue of Life.